# 程萬琦
程萬琦（英語：Carl Ching Men-ky，1940年7月25日—），已退役香港籃球運動員、香港商人、世界華人協會 United World Chinese Association創辦人。

## 背景
程萬琦祖籍廣西，生於越南廣寧省芒街市。祖父程壁金曾任孫中山秘書，父親程成虹是共產黨員，母親雷慧卿，妻子馬璦莉。程萬琦小時候隨家人移居香港，1961年畢業於德明中學中五年級。球員時代曾效力香港籃球聯賽均安籃球隊。1965年，成為均安籃球隊領隊兼教練。1969年任香港籃球總會主席，1989年任香港籃球總會永遠名譽會長。1972年至2002年，任亞洲籃球總會主席。1975年，協助中國籃球協會取代中華民國籃球協會在亞洲籃球總會的中國會席。2002年至2006年，成為國際籃球總會第一位華人主席。現任香港跆拳道協會會長。

## 資料來源
1. ↑  程成虹訃聞. 華僑日報. 1976-06-16. 第三張第二頁.
2. ↑  雷慧卿訃聞. 大公報. 1989-02-17. 第三版.
3. ↑  盧子健、何安達. . 天地圖書. 1994: 453.
4. ↑  . 新浪.   [2016-12-01]. （原始内容存档于2016-12-01）.
5. ↑  . 香港中華工商總會.   [2016-12-01]. （原始内容存档于2016-12-01）.
6. ↑  . 新浪.   [2016-12-01]. （原始内容存档于2016-12-01）.

## 外部連結
- 程萬琦在fiba.basketball（英语）
- 程萬琦在Olympedia（英语）